# Борисов, Пётр Павлович
Пётр Па́влович Бори́сов (1901—1940) — советский военный деятель. Участник Гражданской войны в России и Советско-финской войны 1939—1940 годов. Герой Советского Союза (20.05.1940, посмертно). Комбриг.

## Биография
Пётр Павлович Борисов родился 7 сентября (25 августа — по старому стилю) 1901 года в селе Волынцы Варнавинского уезда Костромской губернии Российской империи (ныне посёлок в Ветлужском районе Нижегородской области) в крестьянской семье. Русский.
Образование начальное.
В марте 1918 года Пётр Павлович добровольцем вступил в Рабоче-крестьянскую Красную Армию. Воевал в составе 2-го Вятского крепостного стрелкового полка (впоследствии переименован в 459-й стрелковый полк), который позднее вошёл в состав 51-й стрелковой дивизии 4-й армии Восточного фронта. После окончания школы младших командиров был назначен командиром отделения. Участвовал в Уфимской операции в ходе контрнаступления Восточного фронта, в разгроме армии Колчака, в освобождении Перми, Омска и Новониколаевска (ныне Новосибирск) от белогвардейцев.
В январе 1920 года Пётр Борисов заболел сыпным тифом и был эвакуирован в госпиталь города Симбирск (ныне Ульяновск). После выздоровления его направили в Симбирскую военную пехотную школу. Однако в январе 1921 года в связи с началом Западно-Сибирского восстания курсант Борисов направлен в 27-ю стрелковую дивизию, в составе которой принимал участие в восстановлении Советской власти в Ялуторовском уезде Тюменской губернии, Ачинском и Канском уездах Енисейской губернии, Петропавловском уезде Омской губернии, в ликвидации банды Соловьёва. После подавления мятежа в 1922 году П. П. Борисов вернулся в Симбирск и закончил обучение, после чего был оставлен на службе в Симбирской пехотной школе. Член РКП(б) с 1920 года, Пётр Павлович был членом партбюро школы, занимал должности квартирмейстера и курсового командира.
В 1930 году Петра Павловича направили на курсы «Выстрел», по окончании которых он получил назначение в 1-й Колхозный стрелковый полк. Служил помощником командира батальона, затем командиром батальона. В мае 1936 года П. П. Борисов поступил в Военную академию РККА имени М. В. Фрунзе, которую закончил в феврале 1939 года. После выпуска комбриг П. П. Борисов был направлен в Ленинградский военный округ, где принял под командование 11-ю стрелковую дивизию Особого стрелкового корпуса Нарвского направления. До начала Зимней войны дивизия дислоцировалась в Кингисеппе.
30 ноября 1939 года началась Советско-финская война. В январе 1940 года 11-я стрелковая дивизия под командованием комбрига П. П. Борисова была переброшена на Карельский перешеек и вошла в состав 8-й армии (с начала февраля 1940 года — в составе 15-й армии), действовавшей севернее Ладожского озера. 14 января 1940 года дивизия Борисова выступила из Лодейного Поля, перешла Советско-финляндскую границу и достигла города Питкяранта. 16 января 1940 года подразделения 11-я стрелковой дивизии во взаимодействии с 60-й дивизией отразили попытку захвата города финскими войсками. Однако финнам удалось захватить острова Петясаари, Зуб, Максимансаари и Лункудансаари, создав угрозу левому флангу 8-й армии и перерезав дорогу по льду Ладожского озера — главную коммуникацию, по которой осуществлялось снабжение окружённой 168-й дивизии. Обходным манёвром по льду Ладожского озера 11-я дивизия под командованием комбрига Борисова атаковала финские позиции в районе островов севернее острова Нурмисаари и вышла на дорогу Питкяранта-Койриноя. Однако 4 февраля 1940 года дальнейшее продвижение дивизии было остановлено сильным огнём противника. Для уточнения обстановки и выявления огневых точек противника комбриг Борисов решил лично произвести разведку боем. Утром 5 февраля 1940 года он на танке выдвинулся на передний край и под огнём врага по рации сообщал координаты вражеских орудий и пулемётов. В ходе рекогносцировки танк комбрига подорвался на противотанковой мине. Весь экипаж погиб.
Тело комбрига П. П. Борисова попало в руки финнов. По их данным, Пётр Павлович был похоронен вместе с ещё двумя высокопоставленными чинами РККА (возможно вместе с командиром 34-й легкотанковой бригады комбригом С. Кондратьевым и полковым комиссаром Гапанюком) в так называемой «могиле трёх генералов» (по-фински — «kolmen kenraalin hauta»), вблизи установленного в 2000 году памятного мемориала «Крест скорби». По российским данным, комбриг П. П. Борисов был похоронен в черте города Питкяранта в воинском захоронении № 10-227 на перекрёстке ул. Горького и ул. Пушкина.
20 мая 1940 года Указом Президиума Верховного Совета СССР «за образцовое выполнение боевых заданий командования на фронте борьбы с финской белогвардейщиной и проявленные при этом отвагу и геройство» комбригу Борисову Петру Павловичу присвоено звание Героя Советского Союза посмертно.

## Воинские звания
- полковник (1935);
- комбриг (4.11.1939).

## Награды
- Медаль «Золотая Звезда» (20.05.1940, посмертно).
- Орден Ленина (20.05.1940, посмертно).
- Медаль «20 лет Рабоче-Крестьянской Красной Армии» (1938).
- Именные часы (1938).

## Память
- Бюст Героя Советского Союза П. П. Борисова установлен в городе Ветлуга Нижегородской области
- Именем Героя Советского Союза П. П. Борисова названа улица в городе Нижний Новгород
- На месте захоронения П. П. Борисова в Питкяранте установлен памятник